# Capparis cuneiformis
Capparis cuneiformis là một loài thực vật có hoa trong họ Capparaceae. Loài này được Sessé & Moç. mô tả khoa học đầu tiên năm 1888.